# Nicolae Stoicescu
Nicolae Stoicescu ( Slatina, Olt, 30 de noviembre de 1924 - 1999 ) fue un historiador y medievalista rumano, miembro honorario de la Academia Rumana. 

## Biografía
Tras completar sus estudios secundarios en Bucarest, se graduó por la Facultad de Historia de la Universidad de Bucarest. Se doctoró en Historia en 1970. Fue investigador e investigador jefe del Instituto de Historia Nicolae Iorga, donde trabajó desde 1950.

## Obras
Editó monografías a gobernantes como Vlad Țepeș , Matei Basarab, Constantin Șerban y Radu de la Afumați .
Colaboró en obras trascendentales de la historiografía rumana, como la Historia de Rumania (vol. II-III), Historia del derecho rumano (vol. I), el volumen Política exterior de Rumania. Diccionario cronológico o el diccionario de Instituciones feudales de Rumanía. Al mismo tiempo, se encargó de la edición de algunas fuentes históricas, así como de la reedición de obras como Descriptio Moldaviae y la Historia de los Jeroglíficos, de Demetrio Cantemir y la Historia de los rumanos de Dacia Traiana, de Alexandru D. Xenopol.
Entre el 18 de enero y el 28 de junio de 1990 ejerció como ministro de Asuntos Religiosos en el primer gobierno de Petre Roman, y luego fue nombrado embajador de Rumania en Grecia.

## Publicaciones
- Curteni și slujitori. Contribuții la istoria armatei române, București: Editura Militară, 1968.
- Sfatul domnesc și marii dregători din Țara Românească și Moldova: sec. XIV-XVII, București: Editura Academiei Republicii Socialiste România, 1968.
- Bibliografia localităților și monumentelor feudale din România. I - Țara Românească (Muntenia, Oltenia și Dobrogea)., Vol I și II, Craiova/București: Mitropolia Olteniei/Tipografia “Arta Grafică”), 1970.
- Cum măsurau strămoșii. Metrologia medievală pe teritoriul României, București: Editura Științifică, 1971.
- Dicționar al marilor dregători din Țara Românească și Moldova: sec. XIV-XVII, București: Editura enciclopedică română, 1971.
- Lista marilor dregători moldoveni (1384-1711), Iași: Editura Academiei Republicii Socialiste România, 1971.
- Bibliografia localităților și monumentelor medievale din Banat, București: Editura Mitropoliei Banatului, 1973.
- Repertoriul bibliografic al localităților și monumentelor medievale din Moldova, București: Direcția Patrimoniului Cultural Național. Biblioteca Monumentelor istorice din România, 1974.
- Vlad Țepeș, București: Editura Academiei Republicii Socialiste România, 1976.
- 1330 Posada, București: Editura Militară, 1980.
- Continuitatea românilor. Privire istoriografică, istoricul problemei, dovezile continuității, București: Editura Științifică și Enciclopedică, 1980.
- Radu de la Afumați (1522-1529), București: Editura Militară, 1983.
- Unitatea românilor în Evul Mediu, București: Editura Academiei Republicii Socialiste România, 1983.
- Matei Basarab, București: Editura Academiei Republicii Socialiste România, 1988.
- Constantin Șerban, București: Editura Militară, 1990.
- O falsă problemă istorică. Discontinuitatea poporului român pe teritoriul strămoșesc, București: Editura Fundației Culturale Române, 1993.